# 와다 마사히로
와다 마사히로(일본어: 和田 昌裕, 1965년 1월 21일 ~ )는 일본의 전 축구 선수이다.

## 구단 경력
1987년부터 1995년까지 감바 오사카에서 152경기에 나서 15득점을 넣었다. 1995년 재팬 풋볼 리그의 비셀 고베로 이적했다. 1996년 재팬 풋볼 리그 준우승으로 J1리그로 승격하였다. 1998시즌후 현역 은퇴.

## 지도자 경력
은퇴 후에는 비셀 고베의 코치를 거쳐, 2010년부터 2012년까지 비셀 고베에서 감독을 맡았다. 2015년 교토 상가 FC의 감독으로 취임하였다.